# Heterogastridae
Die Heterogastridae sind eine Familie der Wanzen (Heteroptera) innerhalb der Teilordnung Pentatomomorpha. Sie zählte bis vor der Revision der Pentatomomorpha mit Schwerpunkt der Lygaeoidea durch Henry im Jahr 1997 als Unterfamilie zu den Bodenwanzen (Lygaeidae) und wurde danach in den Familienrang gestellt. Sie umfasst 24 Gattungen und 100 Arten. In Europa sind sieben Arten vertreten, von denen fünf auch in Mitteleuropa auftreten.

## Merkmale
Die Wanzen haben einen langgestreckten bis langgestreckt-eiförmigen Körper. Manche Arten imitieren mit ihrem Aussehen das von Ameisen. Die die Schnabelrinne seitlich begrenzenden Wangenplatten (Bucculae) sind kurz. Die Membranen der Hemielytren haben eine oder zwei geschlossene Zellen. Bei den Hinterflügeln sind sowohl Hamus (eine hakenförmige von der Media abgeleitete Querader in der Diskalzelle), als auch Intervannaladern (nicht mit der Basis verbundene Flügeladern im Vannus, einem durch Faltungslinien begrenzten Flügelfeld) vorhanden. Bei den Imagines liegen alle Stigmen am Hinterleib auf der Ventralseite. Bei den männlichen Genitalien ist der Phallus einfach gebaut und hat eine zurückgebildete Vesica. Die ebenfalls einfach gebaute Spermatheca ist langgestreckt und aufgewickelt. Bei den Nymphen liegen die Duftdrüsenöffnungen am Hinterleib zwischen dem dritten bis sechsten Tergum.

## Verbreitung
Die meisten Vertreter der Familie findet man in der östlichen Hemisphäre; die Afrotropis und Orientalis sind ihr Hauptverbreitungsgebiet. Es gibt zwei nearktische Arten aus der Gattung Heterogaster, die ansonsten ihren Verbreitungsschwerpunkt in der Paläarktis hat. Die meisten Gattungen umfassen fünf oder weniger Arten und sind auf eine bestimmte Zoogeographische Region begrenzt.

## Lebensweise
Die Lebensweise der Familie ist schlecht erforscht. Sie saugen vermutlich an Samen und leben auf ihren Wirtspflanzen. Eine Reihe von Arten lebt an Pflanzen aus den Familien der Brennnesselgewächse (Urticaceae) und Lippenblütlern (Lamiaceae), von einigen afrotropischen Arten ist bekannt, dass sie an den Samen von Feigen-Arten (Ficus) saugen.

## Taxonomie und Systematik
Carl Stål beschrieb die Gruppe 1872 erstmals oberhalb des Gattungsranges als „Phygadicida“. Sie wurde danach verschiedentlich als Familie, Unterfamilie, Tribus oder Subtribus betrachtet und wurde häufig mit den Pachygronthidae zusammengelegt. Die heute aktuelle Klassifikation der Gruppe entstand 1997 nach einer Revision der Pentatomomorpha mit Schwerpunkt der Lygaeoidea durch Henry. Er reklassifizierte die bis dahin als Unterfamilie der Bodenwanzen (Lygaeidae) betrachtete Gruppe und stellte sie wieder in den Familienrang. Er sieht die Pachygronthidae als Schwestergruppe der Familie und begründet dies mit dem langgestreckten Ovipositor und den zurückgebildeten, nicht einstülpbaren Phallus.
Folgende Arten kommen in Europa vor:
- Heterogaster affinis Herrich-Schäffer, 1835
- Heterogaster artemisiae Schilling, 1829
- Heterogaster canariensis Lindberg, 1960
- Heterogaster cathariae (Geoffroy, 1785)
- Brennnesselwanze (Heterogaster urticae) (Fabricius, 1775)
- Platyplax inermis (Rambur, 1839)
- Platyplax salviae (Schilling, 1829)

Mit Ausnahme der mediterranen Platyplax inermis kommen alle auch in Mitteleuropa, einschließlich Deutschlands, vor.

## Belege